# 邦鼓貓
邦鼓貓（英語：Bongo Cat）是一個，起源於由一名Twitter用戶創建並在該網站發布的GIF，內容為一隻白貓利用兩爪敲擊桌子。這條推文隨後獲另一位Twitter用戶剪輯推文裡的GIF及回覆，該GIF變成那隻貓用邦哥鼓演奏背景音樂。那則回覆其後在網絡上爆紅，越來越多歌曲亦成為該GIF衍生版本的素材。

## 歷史
最初的邦鼓貓GIF圖起源於2018年5月7日，當時由Twitter用戶@StrayRogue （页面存档备份，存于）製作的動畫貓GIF獲得另一用戶@DitzyFlama （页面存档备份，存于）編輯，內容為一隻白貓用邦哥鼓演奏原聲帶中的《Athletic》旋律。邦鼓貓之後被其他粉絲改編，製作成為另類歌曲或樂器之影片版本，並上傳到YouTube和Twitter等社交媒體上。這個迷因素材涵蓋許多電子遊戲原聲帶中的歌曲，例如《女神異聞錄5》和《超級瑪利歐》的音樂，以及主流歌曲例如Toto的《非洲》和達魯德的《沙塵暴》。上述原創者@StrayRogue因應邦鼓貓人氣提升，而開始製作和銷售衍生商品，同時這隻貓也成為一個互動網站的主角。

## 評價
Polygon和Uproxx都將邦鼓貓描述為2018年的最佳迷因。Metro的的艾倫·斯科特（Ellen Scott）形容：「牠給所有人帶來了幸福，即使在非常糟糕的2018年也是如此」。The Daily Dot將其描述為2018年最真誠、最有益的迷因。影音俱樂部的里德·麥卡特（Reid McCarter）和The Verge的梅根·法羅赫曼尼什（Megan Farokhmanesh）都稱讚了這個迷因。《Vice》的妮可·克拉克（Nicole Clark）將這個迷因描述為「網際網路上唯一的好東西」。